# اسید شیکمیک
اسید شیکمیک (به انگلیسی: Shikimic acid) یک هیدروکسی اسید با شناسه پاب‌کم ۸۷۴۲ است که جرم مولی آن ۱۷۴٫۱۵ g/mol می‌باشد. هیدروکسی اسیدها گروهی از اسیدهای کربوکسیلیک هستند که یک گروه عاملی هیدروکسیل به آنها افزوده شده است. 